# HD 43358
HD 43358，又名BD+01 1275，SAO 113656、HR 2236，是一颗恒星，视星等为6.37，位于銀經207.81，銀緯-7.36，其B1900.0坐标为赤經6h 10m 43.9s，赤緯+1° -7.36′ 2″。